# Sena
Sena (franceză Seine, latină Sequana) este un fluviu din nordul Franței, ce izvorăște în Burgundia, având cursul spre est apoi spre vest, și se varsă la Le Havre în Marea Mânecii. 
Fluviul are o lungime de 777 km, cu un bazin hidrografic de circa 79.000 km², fiind după lungime pe locul trei din Franța. Orașele principale traversate de Sena sunt Paris, Troyes și Rouen.
Principalii afluenți din nord sunt: Aube, Marna și Oise, iar din sud: Yonne și Eure. Alți afluenți: Loing, Essonne, Epte, Andelle și Risle.
Canale de legătură cu: Escaut, Meuse, Rin, Saône și Loara. Cursul râului prin provincia Normandia face o curbură mare, Sena este pe o distană de 120 km navigabilă pentru vasele mari.

## Izvoare

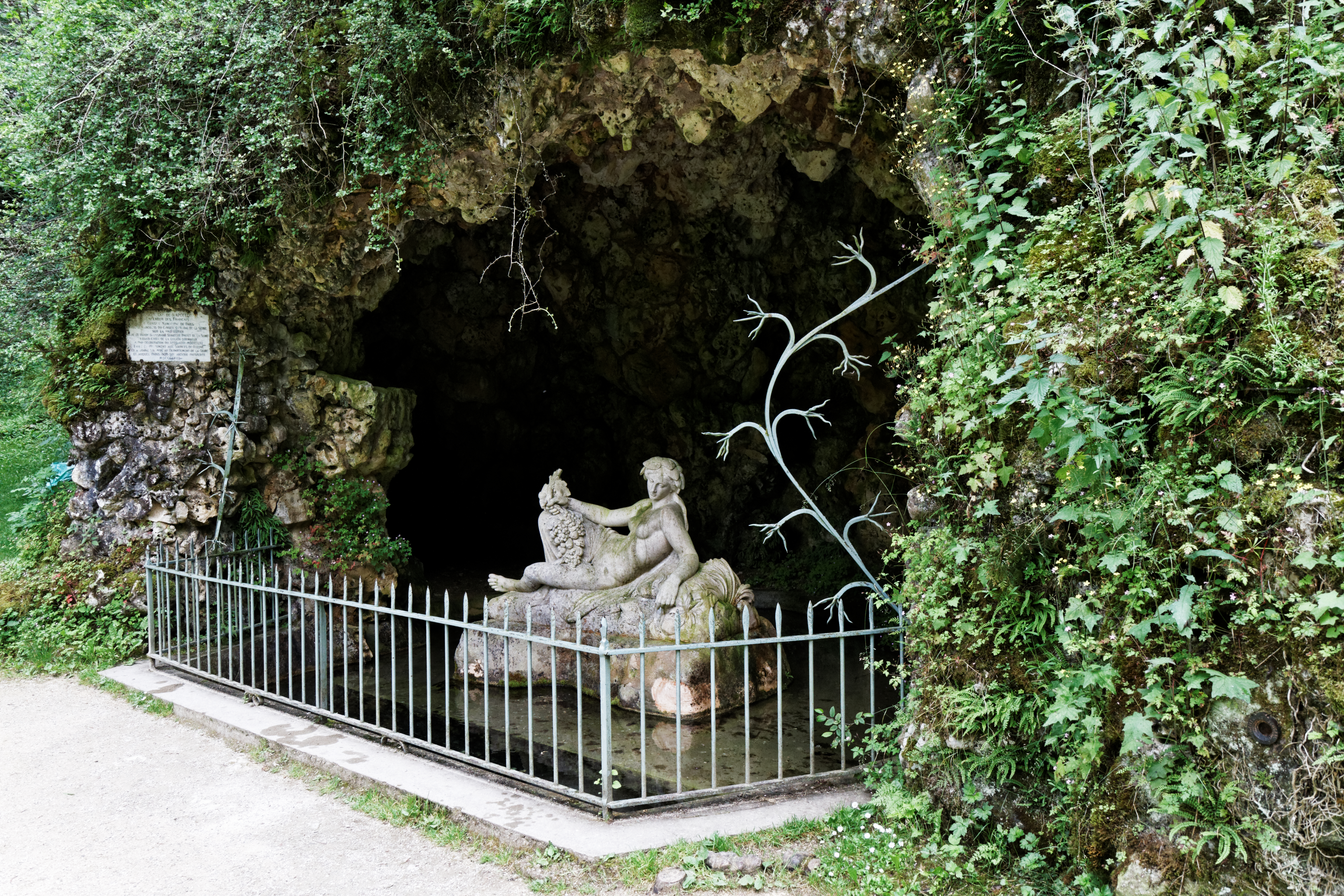
Izvoarele Senei cu statuia Nimfei Izvoarelor Senei de sculptorul Paul Auban (1934).

Izvorul Senei se află pe Plateau de Langres la 30 km nord-vest de orașul Dijon din departamentul Côte-d'Or în Burgundia, la o altitudine de 470 m. O caracteristică a izvorului este faptul că izvorul aparține orașului Paris din anul 1864. Mai târziu a fost construită statuia unei nimfe și o grotă (artificială) de protecție a izvorului principal, ulterior Parisul restituie teritoriul izvorului regiunii Burgundia. În apropiere de izvor se află urmele unui templu galo-roman unde era venerată Dea Sequana una din zeițele apelor. 

## Valea Senei

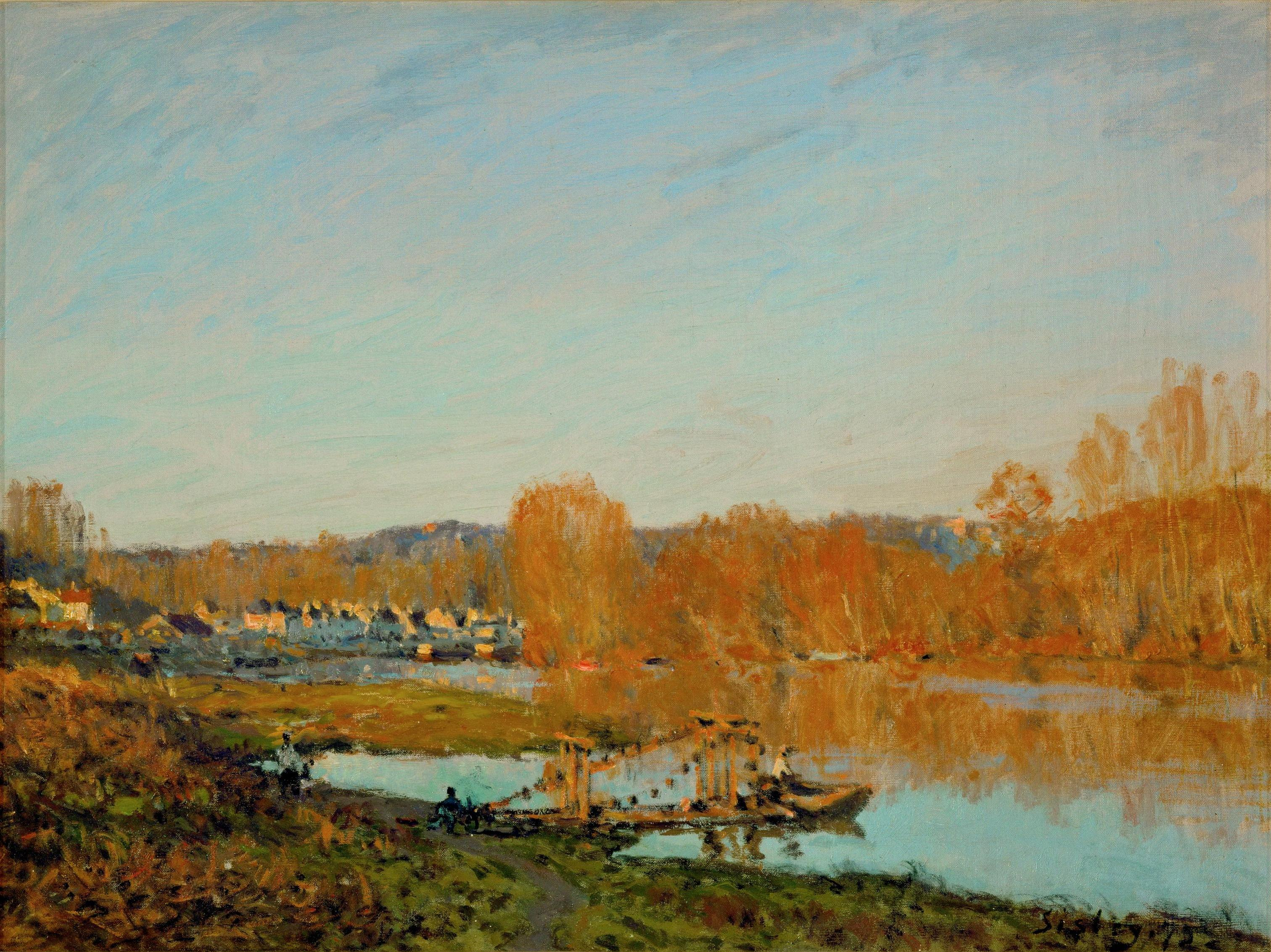
Alfred Sisley: L'automne: Bords de la Seine près de Bougival (Toamnă: Malul Senei lângă Bougival), 1873

Valea Senei are pantă lină, din care cauză Sena are un curs domol cu meandre numeroase, pe această vale se găsesc numeroase castele sau cetăți, dar și centre industriale dezvoltate ca industria automobilului, petrochimiei ca și hidrocentrale.